# Ekblad-Gletscher
Der Ekblad-Gletscher ist ein etwa 13 km langer Gletscher in der antarktischen Ross Dependency. Er fließt von den östlichen Hängen der Holland Range zur Wise Bay an der an das Ross-Schelfeis angrenzenden Shackleton-Küste.
Das Advisory Committee on Antarctic Names benannte ihn nach Arne Ernst Magnus Ekblad (1908–unbekannt), Kapitän der USNS Wyandot während der Operation Deep Freeze in den Jahren 1964 und 1965.